# Tony Wegas
Tony Wegas (3 de mayo de 1965, Oberschützen) es un cantante y actor de televisión austriaco. Ganó bastante fama debido a sus dos participaciones consecutivas en el Festival de la Canción de Eurovisión: en 1992, con la canción "Zusammen geh'n" ("Vamos juntos") que finalizó en el 10° lugar con 63 puntos y en 1993, donde interpretó "Maria Magdalena" que, pese a haber estado entre las canciones favoritas para obtener el primer puesto, sólo alcanzó el 14° lugar con 32 puntos.
Además, Wegas participó en la serie de televisión Hochwürden erbt das Paradies en 1993. 

## Discografía
Álbumes de estudio
- Feuerwerk (1994)
- ...für Dich (1995)
- The Very Best Of (2004)

Sencillos
- "Copa Cagrana" / "Conga Cagrana" (1990)
- "Zusammen geh'n" (1992)